# Tipula delfinadoae
Tipula delfinadoae är en tvåvingeart som beskrevs av Alexander 1973. Tipula delfinadoae ingår i släktet Tipula och familjen storharkrankar. Inga underarter finns listade i Catalogue of Life.